# Гипогимния Биттера
Гипоги́мния Би́ттера (лат. Hypogymnia bitteri)  — вид лишайников рода Гипогимния (Hypogymnia) семейства Пармелиевые (Parmeliaceae).

## Описание
Эпифитный листоватый лишайник. Таллом листоватый, розетковидной или неопределённой формы, морщинистый, блестящий. Нижняя поверхность таллома, не имеющая ризин,  чёрного цвета, а верхняя  — светло- либо тёмно-коричневого, обычно покрытая соралями на концах боковых лопастей.  Лопасти слоевища вздутые, внутри полые, сверху тёмно-коричневого или сероватого цвета, снизу  — чёрного.
Апотеции очень редко образуются, обычно с недоразвитыми спорами. Размножение обычно вегетативное, посредством соредий.
Мезофит. Обитает преимущественно на стволах и ветвях хвойных деревьев (ель, сосна), но также встречается и на берёзе.

## Ареал
В России встречается в европейской части, на Урале, в Западной и Южной Сибири. За рубежом обитает в Азии, Европе, Северной и Южной Америке, Восточной и Южной Африке.

## Охранный статус
Занесена в Красные книги Челябинской и Московской областей; Красные книги Республик Коми и Карелии.